# Quéo
Quéo hay xoài quéo (danh pháp hai phần: Mangifera reba Pierre 1897, đồng nghĩa: Mangifera gedebe Miq., Mangifera camptosperma Pierre (1897), Mangifera inocarpoides Merr. & Perry (1941)) là một loài thực vật thuộc họ Đào lộn hột (Anacardiaceae).

## Miêu tả
Quéo gần giống như các cây xoài, mọc hoang và được trồng ở miền Trung và miền Nam Việt Nam và Campuchia. Thân cây to, quả dẹt và cong như có mỏ, hạch quả cũng cong, quả ăn được và có vị chua. Cây có thể được dùng làm vị nấu canh chua.